# 保和街道
保和街道，是中华人民共和国四川省成都市成华区下辖的一个乡镇级行政单位。保和曾经为客家人的聚居区，1949年前人口比例达到90%以上。目前主要集中在和顺社区（原长春社区）。2019年当地建设体现客家人居住史的保和公园。

## 行政区划
保和街道下辖以下地区：
斑竹社区、天鹅社区、东虹路社区、长春社区、东升社区、团结社区、杨柳社区和迎晖路社区。